# Lee Mingwei
 (janvier 2022).
Lee Mingwei (chinois : 李明維), né en 1964, est un artiste contemporain américain né à Taïwan.
Ses œuvres ont été exposées dans des musées du monde entier, dont le Metropolitan Museum of Art de New York, le Mori Art Museum de Tokyo et le Centre Pompidou de Paris, entre autres.
L'exposition Lee Mingwei and His Relations -marquant la mi-carrière de Lee- a été conçue par le Mori Art Museum (2014), et a voyagé au Taipei Fine Arts Museum (2015) et à l'Auckland Art Gallery Toi o Tāmaki (2016), et aussi une exposition européenne, Lee Mingwei: Li, Gifts and Rituals au Gropius Bau en 2020 et Museum Villa Stuck en 2021.
Il a participé à "Viva Arte Viva", la 57e exposition internationale d'art - La Biennale de Venise, sous la direction de Christine Macel, et a été présenté aux biennales de Venise, Lyon, Liverpool, Taipei, Sydney, Whitney, Shanghai, Sharjah et aux Triennales d'Asie-Pacifique.

## Formation
Lee a étudié au California College of Arts, où il a obtenu un BFA (Bachelor of Fine Arts) en textile en 1993. Pendant ses études universitaires, il a été particulièrement influencé par deux professeurs, Mark Thompson et Suzanne Lucy, qui ont contribué à élargir sa compréhension de l'art. Lee a poursuivi ses études supérieures à l'Université de Yale, où il a obtenu un MFA (Master’s of Fine Arts) en sculpture en 1997.

## Travail
L'œuvre de Lee se concentre sur la formation et la contemplation des relations humaines. Ses œuvres mettent généralement en scène des situations qui invitent les participants à réfléchir à leurs liens avec les autres ou les incitent à créer de nouveaux liens avec des inconnus.
Son travail est souvent lié à l'esthétique relationnelle, un terme inventé par le critique d'art français Nicolas Bourriaud pour désigner l'art qui met en avant des situations ou des environnements invitant le spectateur à s'engager. Des conservateurs et des écrivains ont également contextualisé ces thèmes dans l'œuvre de Lee en se référant aux artistes américains Allan Kaprow et John Cage, qui eux aussi ont créé des œuvres traitant de la relation du public à son environnement. Pour ses expositions de synthèse, Mami Kataoka propose en outre un contexte oriental de connexion et d'interconnexion en association avec l'œuvre de Lee, tandis que Stephanie Rosenthal et Clare Molloy développeraient l'idée de "Li" (禮) et l'aspect cadeau de son travail.

### Activités quotidiennes
Le travail de Lee se concentre également sur la vie quotidienne. Cela consiste à mettre en scène des activités quotidiennes telles que dormir et manger dans l'espace du musée. Pour The Sleeping Project (2000 à ce jour), Lee ou un hôte du musée mettent en scène l'acte de "dormir avec" en plaçant deux lits et plusieurs tables de nuit dans le musée. Chaque jour, des visiteurs du musée sont sélectionnés par tirage au sort pour passer une nuit dans le musée en dormant dans l'un des deux lits avec leur hôte. Les participants sont invités à apporter des objets de l'espace où ils dorment habituellement, et le lendemain matin, ils doivent laisser ces objets sur l'une des tables de nuit. Les objets restent sur les tables pendant toute la durée de l'exposition. Des variantes ultérieures de l'œuvre ont impliqué deux étrangers dormant dans les lits, plutôt que Lee. Dans une œuvre similaire, The Dining Project (1997-présent), Lee ou un hôte du musée font la cuisine et servent leur repas à un visiteur qu'ils partagent ensuite ensemble dans le musée.

### Histoires de famille
Nombre de ses œuvres s'inspirent des expériences de son enfance et des souvenirs de sa famille. Pour 100 Days with Lily (1995), Lee puise son inspiration dans le deuil qu'il a fait de sa grand-mère en faisant la chronique de son expérience de 100 jours passés avec un narcisse, de sa plantation à sa croissance, puis à sa mort et au deuil de la fleur. Il documente cette expérience dans une série de photographies, sur lesquelles il superpose des lignes de texte marquant un moment pour chacun des cent jours passés avec la fleur. Le décès de sa grand-mère a également inspiré le projet The Letter Writing Project (1998-présent), dans lequel les participants écrivent des lettres à quelqu'un pour exprimer quelque chose qu'ils auraient aimé mettre en avant auparavant.
Ensuite, les participants laissent leurs lettres dans des cabanes en bois que Lee a conçues pour que les participants puissent y écrire. Si les participants indiquent l'adresse du destinataire, le musée envoie les lettres par la poste et conserve celles qui n'ont pas d'adresse.

### Le concept de cadeau
Lee explore également le concept de cadeau dans son travail, s'inspirant notamment du livre de Lewis Hyde, The Gift: Creativity and the Artist in the Modern World. En 2009, pour la Biennale de Lyon, Lee a créé The Moving Garden (2009 - présent), une œuvre constituée d'une dalle de granit sur laquelle les visiteurs peuvent prélever des fleurs. Les visiteurs sont ensuite censés sortir la fleur du musée, s'écarter du chemin qu'ils auraient normalement emprunté et, en cours de route, donner la fleur à un autre visiteur.
Dans The Mending Project (2009 - présent), une raccommodeuse est assise à une longue table avec deux chaises contre un mur de bobines de fil colorées. Les participants sont invités à apporter un objet qu'ils aimeraient faire réparer ou embellir, tout en s'asseyant en face de la raccommodeuse et en discutant. Après le raccommodage, les visiteurs peuvent alors choisir d'emporter leur vêtement, ou de le laisser à la galerie pour qu'il soit attaché aux bobines sur le mur, et revenir le récupérer à la fin de l'exposition.
Dans Sonic Blossom (2013 - présent), les participants se voient offrir une chanson. Des chanteurs classiques s'approchent d'un seul visiteur du musée et lui demandent s'il souhaite recevoir un cadeau. Si le participant accepte, le chanteur le conduit à un siège et commence à interpréter l'un des lieder de Franz Schubert. Lee a eu l'idée de créer cette pièce alors qu'il aidait sa mère à se remettre d'une opération chirurgicale, et que tous deux écoutaient les lieder de Schubert.  La présentation de Sonic Blossom au Metropolitan Museum of Art a été sélectionnée comme « La meilleure musique classique de 2015 » et « Le meilleur de l'art de 2015 » dans le New York Times.

## Expositions d'enquête

### LEE Mingwei et ses relations
En 2014, le Mori Art Museum a organisé une exposition d'enquête de mi-carrière de l'œuvre de Lee, intitulée « Lee Mingwei et ses relations : L'art de la participation ». L'exposition était organisée par Mami Kataoka, conservatrice en chef du Mori, et comprenait un aperçu de l'œuvre de Lee sur 20 ans, ainsi que des œuvres d'autres artistes tels que Yves Klein, John Cage, Allan Kaprow et Rirkrit Tiravanija pour contextualiser la pratique de Lee.
Kataoka a souligné la pertinence du travail de Lee dans le contexte du tremblement de terre et du tsunami de Tōhoku en 2011, ainsi que l'importance de la présentation d'une telle exposition au Japon : « Dans le Japon d'aujourd'hui, avec toutes les pertes qu'il a subies, les efforts de Lee Mingwei ont libéré une énergie positive similaire en faveur de la reconstruction relationnelle et de la prise de conscience de la connectivité. Bien qu'elles impliquent également une prise de conscience de la perte, les expériences spéciales créées par Lee font fortement appel à nos sens et à nos émotions tout en nous aidant à faire nos premiers pas vers la prise de conscience d'une nouvelle relationnalité ».
Après son passage au Mori Art Museum, l'exposition d'enquête de Lee a voyagé en 2015 au Taipei Fine Arts Museum, puis à la Auckland Art Gallery Toi o Tāmaki en 2016.

### Li (禮), Cadeaux et Rituels
En 2020, le Gropius Bau a organisé une exposition d'enquête intitulée « Lee Mingwei : 禮 Li, Gifts and Rituals », dont les commissaires étaient Stephanie Rosenthal, directrice, et Clare Molloy, conservatrice adjointe. L'enquête proposait que la pratique de l'artiste s'intéresse aux rituels du don, de réception et de soin, et à l'exploration du potentiel de l'art en tant que don transformateur :
« Je vois aussi mes œuvres de cette manière : partager le cadeau d'une chanson, le cadeau de la contemplation ou le cadeau de l'échange avec un étranger. » - Lee Mingwei 
L'ouverture a été retardée en raison de la pandémie mondiale de COVID-19, mais Lee a développé de nouvelles œuvres, Invitation for Dawn et Letter to Oneself, basées respectivement sur Sonic Blossom et The Letter Writing Project. S'inspirant du travail participatif Sonic Blossom, donnant et recevant quelque chose d'aussi éphémère et intime qu'une chanson, Invitation for Dawn a réuni virtuellement un chanteur d'opéra de formation classique et un participant, via Zoom, le chanteur se produisant a capella et offrant une chanson à son invité. Chaque chanteur avait choisi un répertoire de trois chansons, qui constituaient pour eux une « invitation à l'aube », formant un signe d'espoir dans le moment actuel de crise mondiale. Après l'ouverture, Invitation for Dawn a continué à se dérouler en ligne dans le cadre de l'exposition jusqu'à sa conclusion.
Letter to Oneself (Lettre à soi-même) invitait le public à s'écrire des lettres à lui-même, en répondant aux questions suivantes : À quoi ressemble la situation actuelle pour vous ? Qu'est-ce qui vous inquiète le plus ? Qu'est-ce qui vous donne de l'espoir ? Et a demandé aux participants d'envoyer leurs lettres au Gropius Bau jusqu'au 22 mai 2020. Les lettres sélectionnées ont ensuite été lues par les acteurs Sithembile Mench et Marie Schuppan et incluses sur le site Web du musée.
Après avoir été présentée au Gropius Bau, la rétrospective de Lee s'est rendue en 2021 au musée Villa Stuck. Le directeur Michael Buhrs et la conservatrice Anne Marr ont déclaré à propos de l'exposition : « Il est intéressant de voir l'exposition du point de vue du spectateur, car le centre des œuvres de Lee Mingwei est, en fait, le spectateur lui-même. Ce sont des expériences très personnelles de l'artiste qui inspirent les œuvres de l'exposition, et ce sont de nouvelles expériences très personnelles de leur part avec lesquelles les visiteurs quittent le musée. [...] Les œuvres de Lee constituent un défi pour les visiteurs ainsi que pour les institutions qui présentent ses œuvres. Dans ce défi, cependant, l'artiste injecte une telle quantité d'empathie, de respect et d'ouverture d'esprit que la participation et l'engagement sont activés de manière très naturelle. Lee Mingwei : 禮 Li, Gifts and Rituals est en effet un cadeau, pour nous tous—que nous, au Musée Villa Stuck, acceptons avec joie, afin de le transmettre à nos visiteurs . »